# Jennie Finch
Jennie Finch (La Mirada, 3 septembre 1980 - ) est une joueuse de softball américaine. Elle remporta une médaille d'or avec l'équipe américaine de softball aux Jeux olympiques d'Athènes en 2004, puis une médaille d'argent aux Jeux olympiques de Pékin en 2008.